# Blomerija
Blomerija (lat. Bloomeria),  biljni trod u porodici šparogovki (Asparagaceae) i redu šparogolike (Asparagales), dio je potporodice Brodiaeoideae. 
Postoje tri priznate vrste, to su lukovičasti geofiti koji prvenstveno rastu u suptropskom biomu: Kalifornija, poluotok Kalifornija, sjeverozapdna Sonora, Sinaloa

## Vrste
1. Bloomeria clevelandii S.Watson
2. Bloomeria crocea (Torr.) Coville
3. Bloomeria humilis Hoover